# Schloss Kirchberg (Kirchberg an der Jagst)

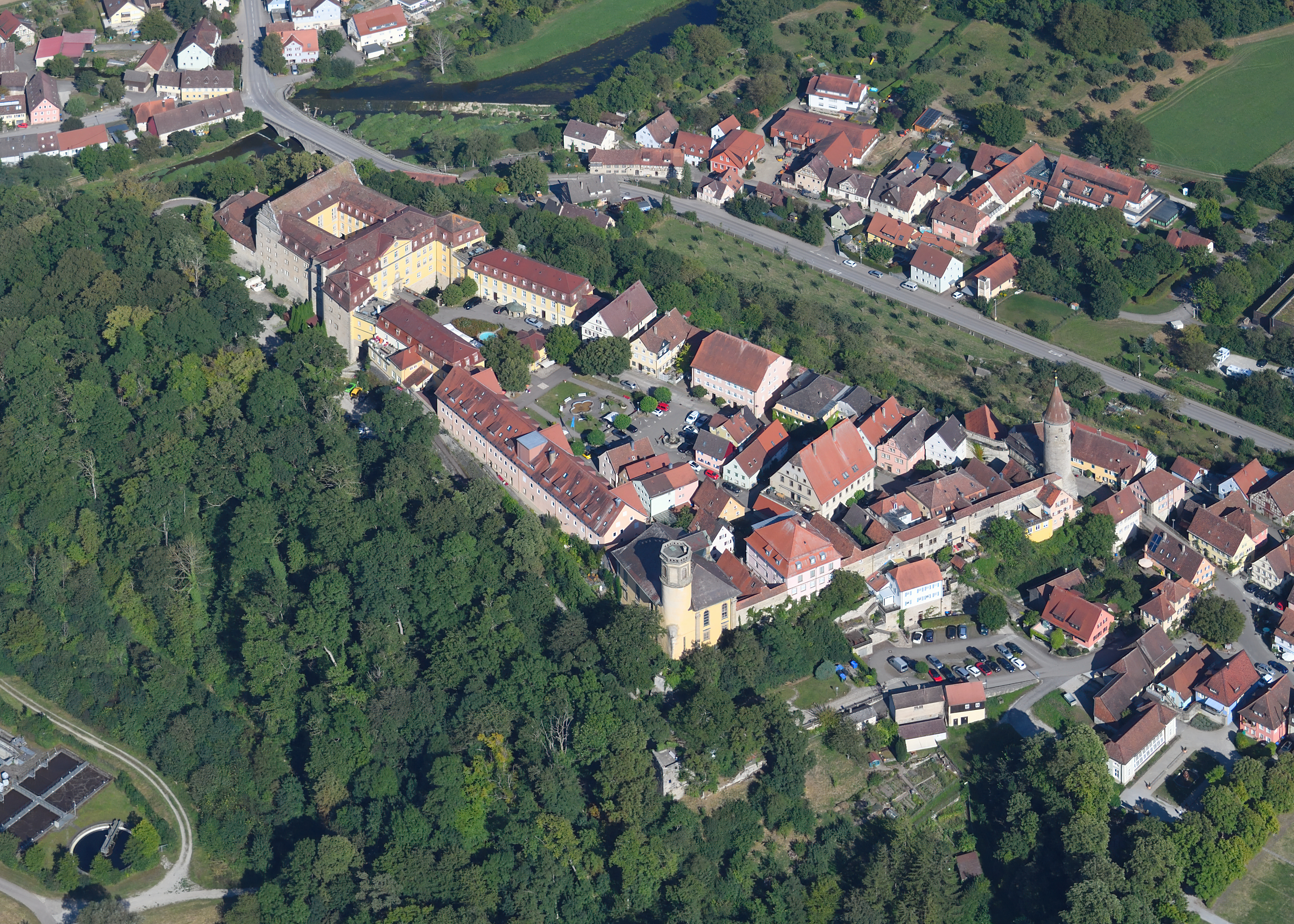
Schloss Kirchberg von Westen aus der Luft gesehen

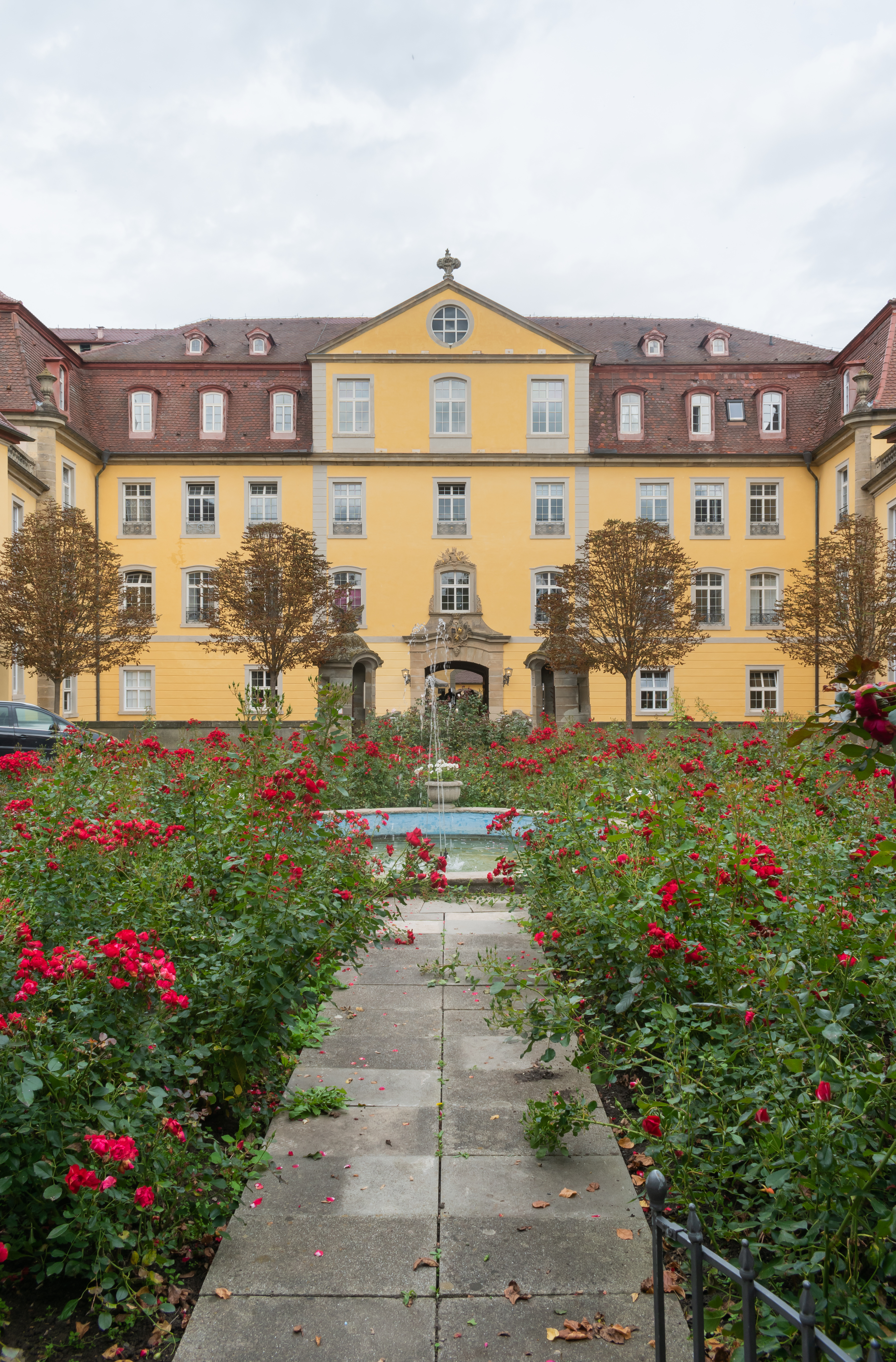
Blick vom Ehrenhof auf den Querflügel

Das Schloss Kirchberg in Kirchberg an der Jagst ist ein ehemaliges fürstlich-hohenlohisches Schloss.

## Geschichte

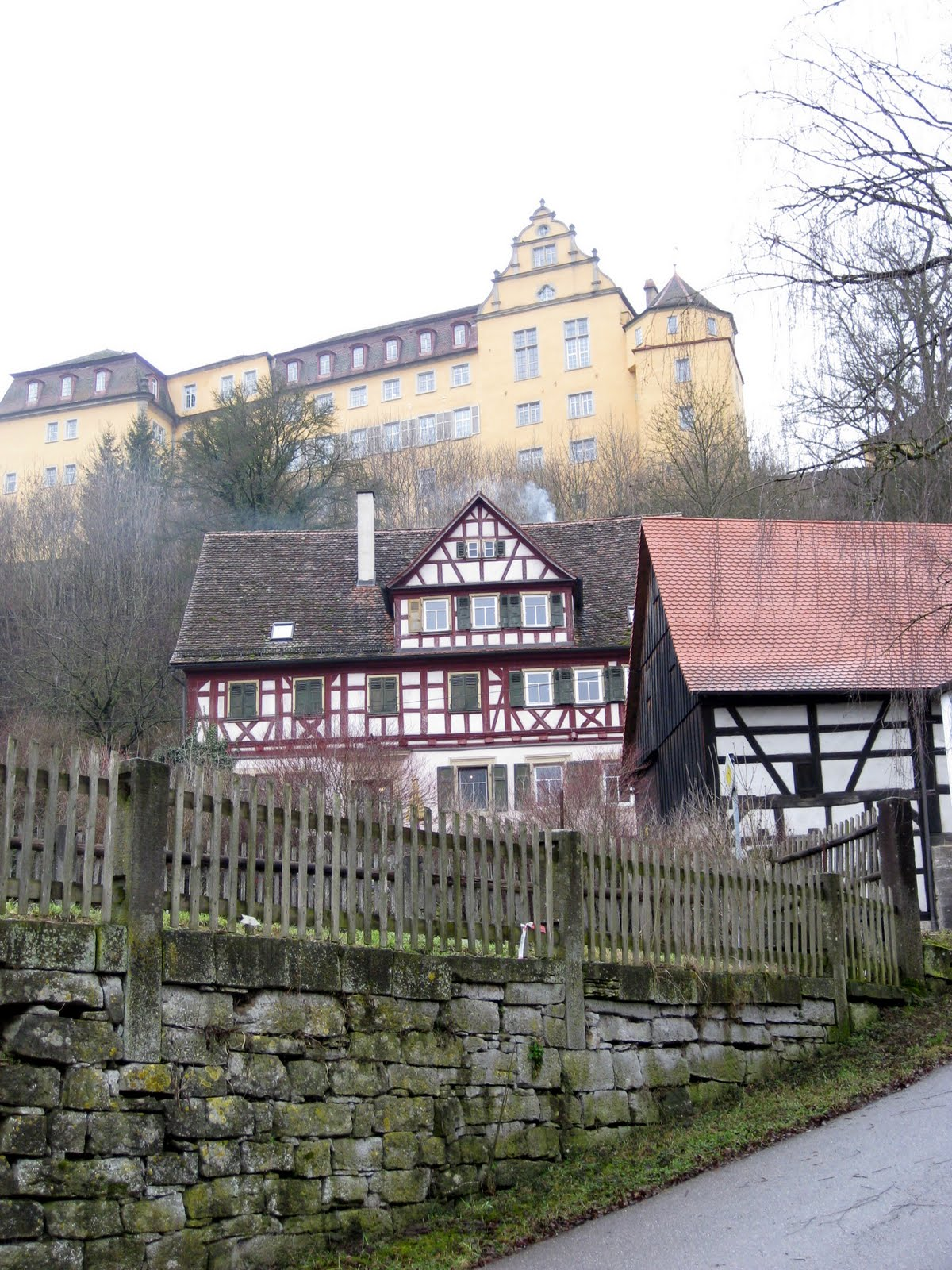
Lage des Schlosses

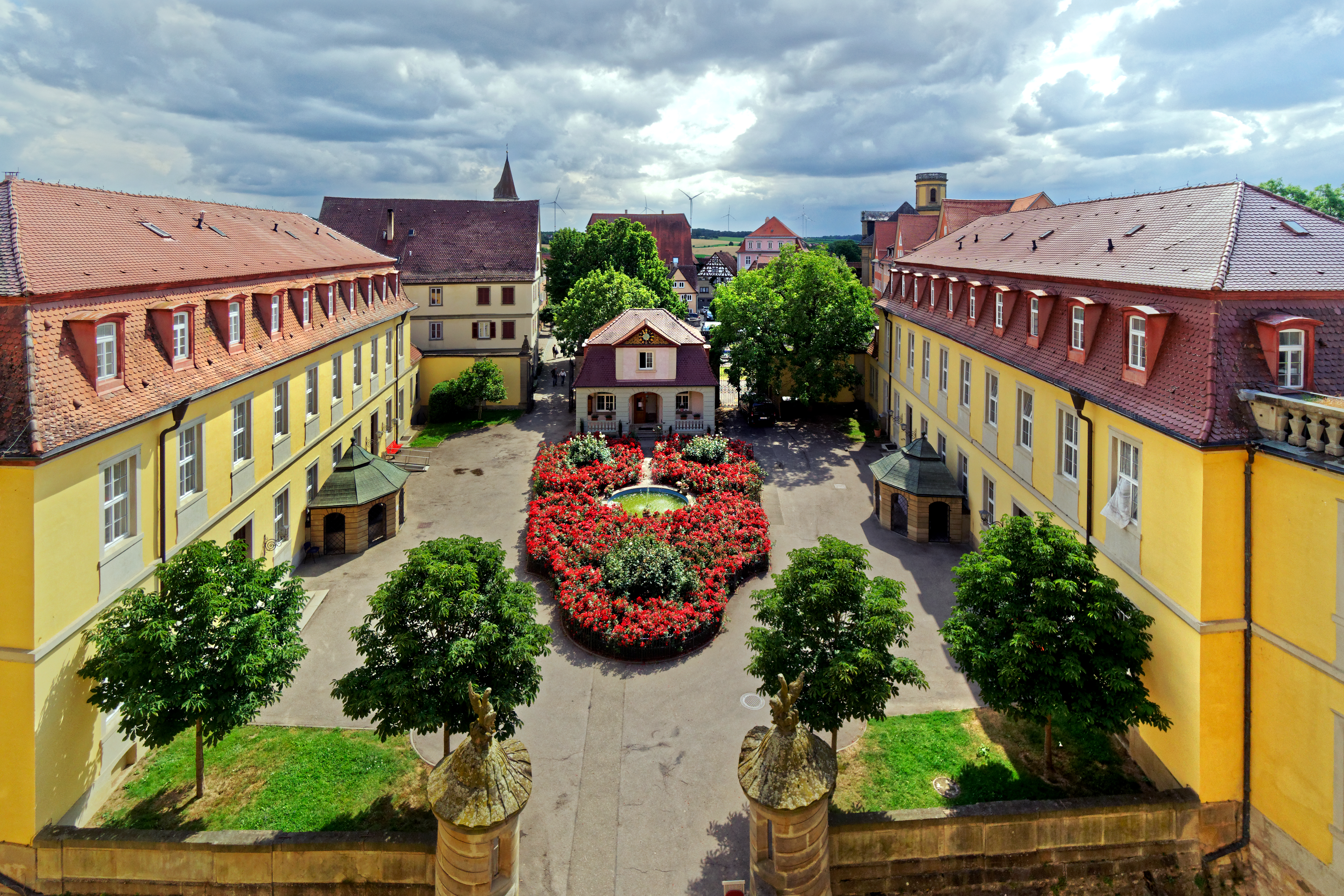
Blick aus dem Rokokosaal auf den Ehrenhof

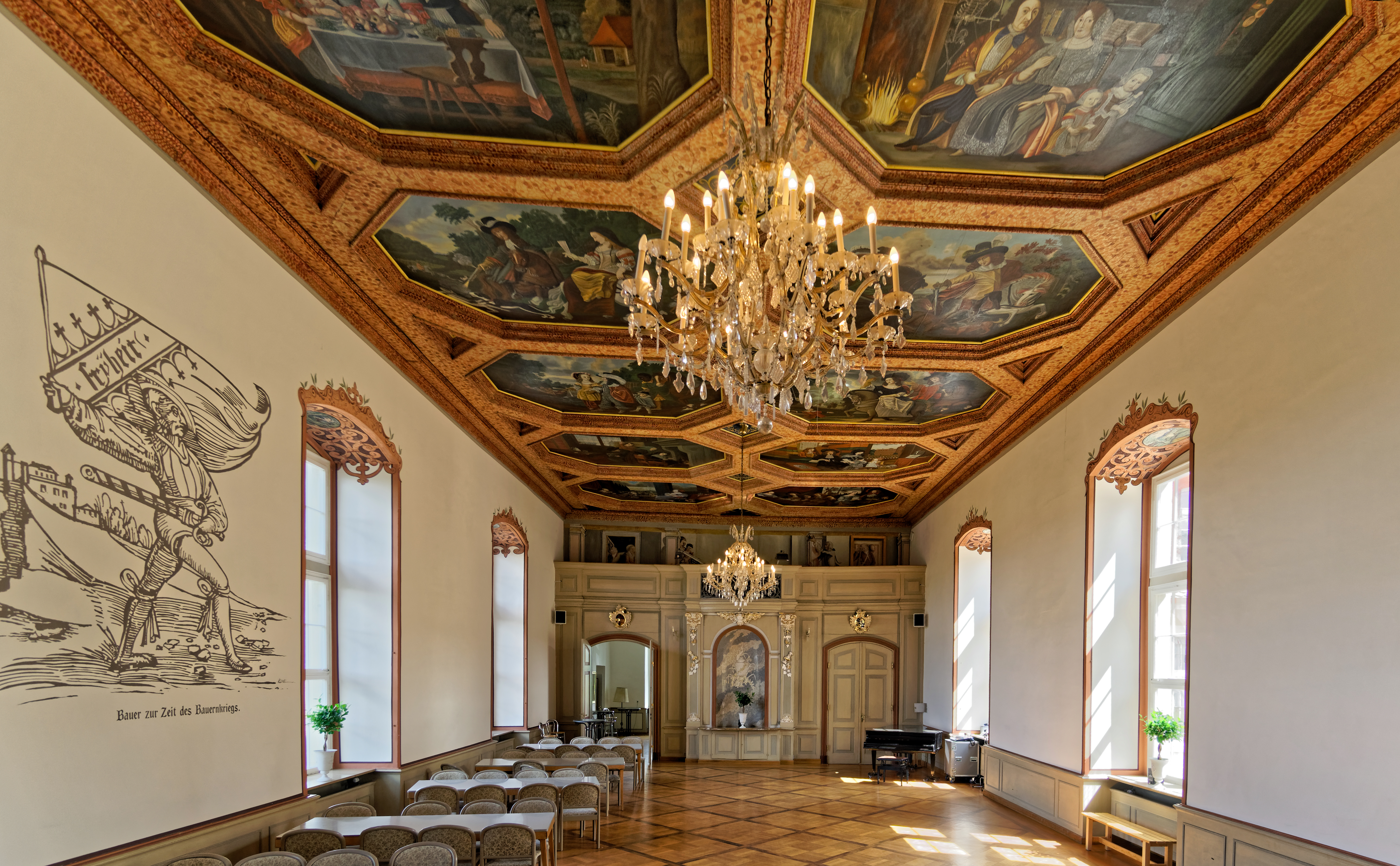
Der Rittersaal des Schlosses

Um 1240 wurde eine erste Burg mit einer Kapelle errichtet; das erste urkundliche Zeugnis erwähnt 1265 Raben von Kirchberg, der aus der Familie von Sulz (Burg Sulz) stammte, als Erbauer. Die Herren von Kirchberg waren wahrscheinlich Dienstmannen der Grafen von Flügelau; sie sind bis 1464 bezeugt. Die Anlagen wurden bis 1400 ausgebaut. Als Kirchberg 1398 in den Besitz der Reichsstädte Rothenburg, Dinkelsbühl und Hall kam und selbst zur Stadt ausgebaut wurde, wurde die Burganlage in die Stadtbefestigung mit einbezogen.
Ludwig Kasimir von Hohenlohe kaufte die Burg 1562 zurück. Unter Kasimir und seinen Söhnen fanden umfangreiche Änderungen statt: In den Jahren 1590 bis 1597 wurde die mittelalterliche Burg zum Renaissanceschloss umgestaltet. Aus dieser Zeit stammen der Saalbau, der an der Stelle der ersten Burg errichtet wurde, zwei Querbauten und Verbindungsgänge, also insgesamt eine vierflügelige Anlage, die zur Stadt hin mit Bastionen versehen war. Vom mittelalterlichen Bestand blieben nur der Halsgraben, einige Fundamentmauern und ein wohl um 1500 gebauter Turm mit Schlüsselscharten auf der Nordostseite, der vielleicht einen älteren Turm ersetzt hatte. 1650 gelangte Graf Joachim Albrecht von Hohenlohe in den Besitz Kirchbergs und machte das Schloss zu seiner Residenz. 1675 kam Kirchberg wieder in den Besitz Langenburgs, von 1699 bis 1861 war es Sitz der Linie Hohenlohe-Kirchberg.
Leopoldo Retti plante unter dem Grafen und späteren Fürsten Karl August zu Hohenlohe-Kirchberg den Umbau zum Residenzschloss, der 1738 bis 1745 stattfand. Zu dem alten Gebäudebestand kamen der Witwenbau, der 1800 zum Rathaus wurde, das Marstallgebäude, ein Brunnen- und ein Wachhäuschen sowie der Schlossgraben samt Brücke, Wappenstein, Neidkopf und Postenhäuschen hinzu.
Um den hinteren Hof gruppierten sich Wirtschaftsgebäude. Im achteckigen Aufsatz des Wehrturms am Saalbau befand sich einst das Kunst- und Raritätenkabinett. Der vordere Quersaal enthielt einen Rokokosaal, der hintere den sogenannten Rittersaal. Die Originale der Deckengemälde von Joachim Georg Creutzfelder aus Pfedelbach befinden sich, ebenso wie die Innenausstattung des Schlosses, heute im Schloss Neuenstein. Das Schloss Kirchberg wurde bis 1861 von Angehörigen des Hauses Hohenlohe-Kirchberg bewohnt, ging dann in Hohenlohe-Öhringer Besitz über und wurde bis 1945 als Museum genutzt. Ein Teil diente auch als Forsthaus. 
Bei der amerikanischen Besetzung war das Kirchberger Schloss teilweise geplündert worden. Nur unter persönlichem Einsatz des Hohenlohe-Vertrauten Karl Schumm konnte Inventar gerettet und im nicht besetzten Schloss Neuenstein in Sicherheit gebracht werden.
1952 verkaufte der Fürst zu Hohenlohe-Oehringen das Schloss an die Evangelische Heimstiftung. Bis 1964 wurden die vorderen Teile der Anlage als Schloss-Schule Kirchberg genutzt, und sie beherbergt seit dem Ende des Zweiten Weltkriegs außerdem ein Alten- und Pflegeheim, das aus einer Einrichtung der Inneren Mission für alte Flüchtlinge hervorgegangen ist.
Im September 2015 wurde das weitgehend leerstehende Schloss von der gemeinnützigen Stiftung Haus der Bauern erworben. Es kann nur nach Voranmeldung besichtigt werden; der Schlosspark ist frei zugänglich. Der Gebäudekomplex beherbergt unter anderem ein Café, ein Hotel mit Tagungsräumen und Künstlerateliers.

## Beschreibung
Von der südwestlich gelegenen Stadtseite her ist die Anlage über den Ehrenhof zu betreten, der vom Witwen- und vom Marstallbau flankiert wird. Über eine Brücke gelangt man zu einem Durchgang durch den Querbau und auf den nächsten Hof, den Innenhof. Vom dritten Hof aus schließlich, wo sich auch der Turm befindet, kommt man am nordöstlichen Ende der Anlage auf die Bergspornspitze, auf der die Anlage errichtet wurde. Der Weg führt über eine Terrasse, eventuell den ehemaligen Zwinger.